# 야시로촌 (야마가타현)
야시로촌(屋代村)은 야마가타현 히가시오키타마군에 있던 촌이다. 현재의 다카하타정의 북서부에 해당한다.

## 역사
- 1889년 4월 1일 - 정촌제 시행에 의해 10촌의 구역을 가지고 성립하였다.
- 1954년 10월 1일 - 다카하타정, 니이주쿠촌, 가메오카촌, 와다촌과 합병해 다카하타정이 성립. 동일 야시로촌은 폐지되었다.

## 교통

### 철도
- 야마가타 교통
  - 다카하타선

### 도로
- 시치카슈쿠 가도(현・1급국도 국도 제113호선)

## 참고문헌
- 角川日本地名大辞典 6 山形県